# Trochilidae
I Trochilidi (Trochilidae Vigors, 1825) sono una famiglia di uccelli dell'ordine Apodiformes, che comprende 357 specie comunemente note come colibrì.
Sono considerati gli uccelli più piccoli al mondo: la maggior parte delle specie ha un peso tra 2,5 e 6,5 g e una lunghezza tra 6 e 12 cm. Hanno l'abilità di rimanere quasi immobili a mezz'aria, capacità garantita dal rapidissimo battito alare (dai 12 agli 80 battiti al secondo, a seconda della specie), e che consente loro di cibarsi del nettare dei fiori.
La straordinaria mobilità degli arti superiori consente loro prodezze di volo inimmaginabili per altri uccelli, come volare all'indietro. Inoltre, in caso di scarsità di cibo o durante il sonno, sono in grado di cadere in uno stato di torpore che consente loro di risparmiare energia, rallentando drasticamente il loro rapidissimo metabolismo.

## Descrizione
Sono uccelli di piccole dimensioni, dal peso di pochi grammi: le specie più piccole, il colibrì del sole rossastro (Phaethornis ruber) e il colibrì di Elena (Mellisuga helenae), pesano meno di 2 g, mentre la specie di maggiori dimensioni, il colibrì gigante (Patagona gigas), pesa in media circa 20 g ed è lungo fino a 21,5 cm.
Il loro piumaggio ha colori brillanti che vanno dal bruno al verde, dal rosso al nero. La brillantezza dei colori è dovuta a delle lamelle cornee trasparenti presenti nelle piume, che funzionano da prismi ottici. Il raggio di luce viene così scomposto nei suoi colori originari dando una colorazione cangiante in base all'angolo di osservazione.
Il becco può avere una varietà di forme e dimensioni, che in genere riflettono le loro abitudini alimentari, adattandosi alla forma dei fiori del cui nettare si nutrono. La lingua è estensibile e biforcuta. Le zampe sono corte e inadatte alla deambulazione sul terreno, mentre le ali sono lunghe e strette.
I colibrì esibiscono un marcato dimorfismo sessuale. Le femmine hanno in genere dimensioni maggiori dei maschi, ma questi hanno colorazioni più vivaci, in particolare sulla gola e sulla testa. Il piumaggio dei giovani è usualmente simile a quello delle femmine. Anche la forma e le dimensioni del becco possono essere differenti nei due sessi.
|  |  |

## Biologia

### Volo

Rappresentazione schematica delle differenti modalità di volo
1 e 2=volo anterogrado 3=volo stazionario 4=volo retrogrado

I Trochilidi hanno eccezionali capacità di volo. Grazie a particolari adattamenti della loro struttura muscolo-scheletrica possono battere le ali in tutte le direzioni, il che consente loro sia il volo stazionario sia, unici fra gli uccelli, il volo all'indietro. Nel volo anterogrado possono raggiungere una velocità di 45 km orari e in picchiata possono arrivare sino a 96 km/h. La frequenza del loro battito alare, che produce un caratteristico rumore vibrante, è la più elevata di tutti gli uccelli: va da circa 70-80 battiti per secondo delle specie più piccole ai 10-15 battiti per secondo del colibrì gigante.
La loro modalità di volo, studiata con tecniche di velocimetria digitale, presenta molte caratteristiche in comune con quella di alcune farfalle della famiglia Sphingidae..
Il loro consumo di energia durante il volo, stimato in circa 58 kcal per kg di peso corporeo per ora, risulta tra i più elevati nell'ambito dei vertebrati, circa 30 volte superiore a quello di un essere umano.
| |  |
| Un colibrì (a sinistra) e un lepidottero sfingide (a destra) hanno in comune la capacità di volo stazionario. |  |

### Territorialità

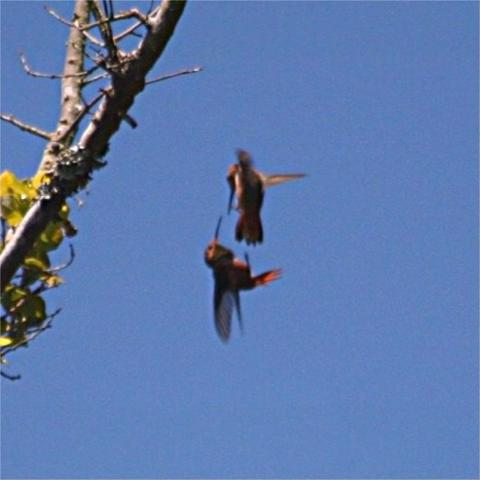
Combattimento tra maschi

Sono uccelli solitari che difendono il loro territorio con estrema aggressività. Compiono frequenti acrobazie aeree al fine di esibire il loro controllo sul territorio, che difendono principalmente dai membri della loro stessa specie. Tali comportamenti servono principalmente a proteggere da eventuali competitori le fonti di nutrimento, e si accentuano durante la stagione riproduttiva. La relativa scarsezza delle risorse nutritive, a fronte dell'elevato sforzo necessario per ottenerle, sembra essere un fattore determinante di tale aggressività..

### Alimentazione
I colibrì sono principalmente nettarivori, costituendo il nettare il 90% del loro regime alimentare(per questo motivo la loro vista è specializzata nel riconoscimento dei colori chiari come il rosso rispetto alla verdeggiante vegetazione), ma anche insettivori.
Il procacciamento del cibo è un'attività con un alto dispendio energetico, pertanto tra un pasto e l'altro i colibrì devono osservare lunghi periodi di riposo. Possono consumare sino a 180 pasti al giorno e trascorrono circa il 75% della loro giornata in posizione di riposo.
Il loro apparato digerente è in grado di assorbire gli zuccheri con estrema rapidità: dopo soli 49 minuti dall'ingestione oltre il 97% del glucosio ingerito è stato assimilato.

### Riproduzione

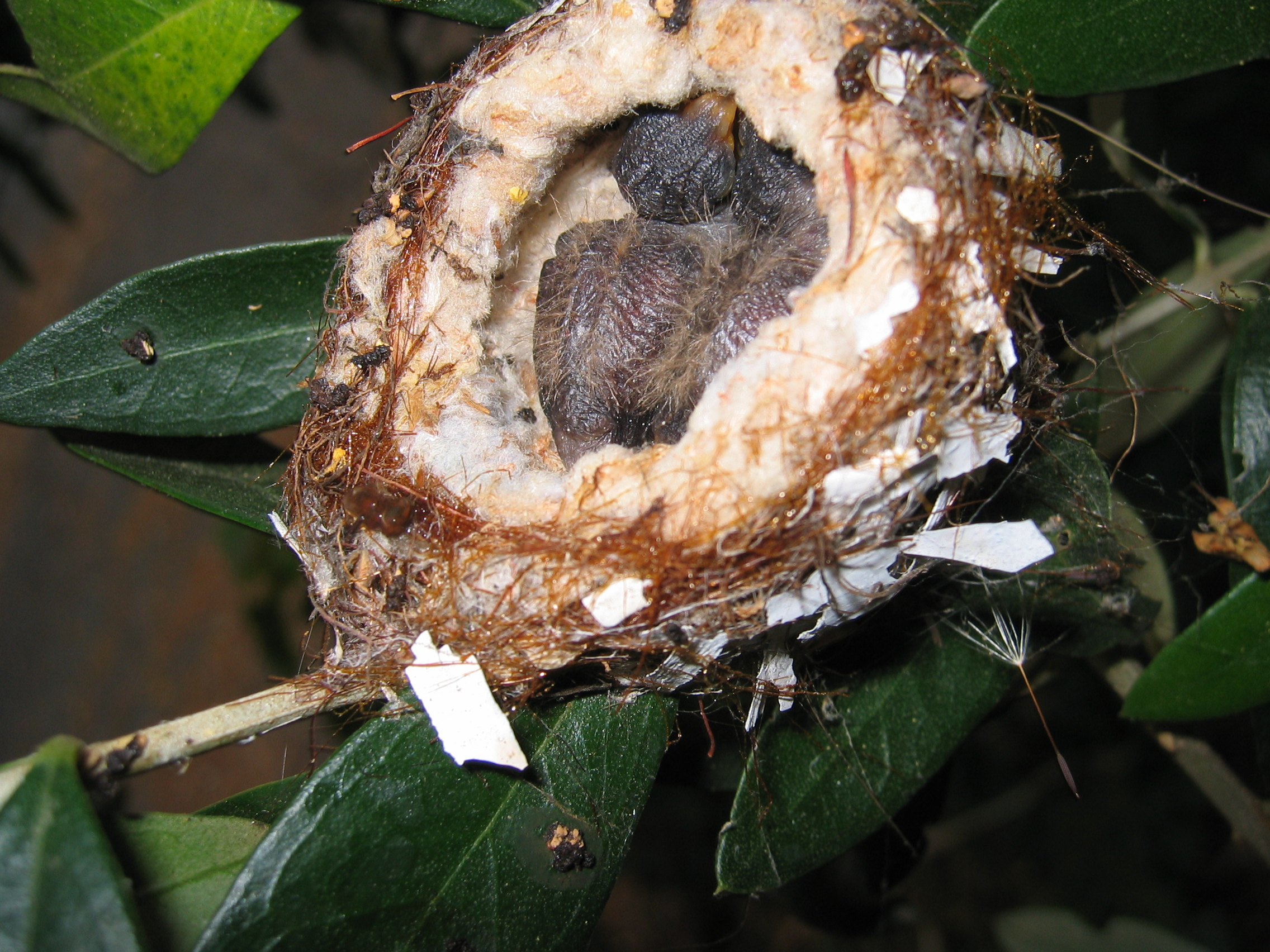
Nido di colibrì con due pulcini.

La femmina costruisce da sola il nido, mentre il maschio, dopo l'accoppiamento, esegue voli acrobatici per attirare altre femmine.
I nidi sono costruiti intrecciando muschi, licheni e fili d'erba, peli di animale e piume.
Il tutto viene legato da fili di ragnatela, che il colibrì raccoglie nella foresta.
I nidi vengono fissati alle foglie o ai filamenti vegetali con nettare rigurgitato, usato come colla.
La femmina di solito depone due uova bianche che cova per 10-13 giorni a seconda della specie. I piccoli vengono nutriti dalla madre che rigurgita nelle loro gole il nettare e gli insetti predigeriti.
Dopo circa settanta giorni i piccoli escono dal nido e vengono nutriti per oltre 2 settimane prima di divenire autonomi.
La femmina del colibrì, per entrare in una nuova zona ricca di nettare, si concede al maschio dominante del gruppo in cui essa vuole entrare.
Come tutti gli uccelli anche i colibrì sono animali estremamente evoluti come dimostrato dalla loro longevità in natura: 4 - 14 anni a seconda delle specie, ciò è notevole in quanto i colibrì hanno il metabolismo più elevato tra tutti i vertebrati.

## Distribuzione e habitat
La distribuzione dei colibrì è limitata al Nord e Sud America: dall'Alaska a nord, alla Terra del Fuoco a sud, comprendendo l'arcipelago caraibico.
Gran parte delle specie conosciute è concentrata nella fascia tropicale e subtropicale, in particolare nella foresta amazzonica sudamericana, in presenza di climi umidi e ricchi di vegetazione; tuttavia sono note diverse specie adattate a climi temperati, come i colibrì del genere Oreotrochilus, dei quali sono noti avvistamenti nell'altipiano andino, a oltre 5700 metri di altitudine. Altri luoghi di distribuzione sono il Messico meridionale e le isole del golfo, gli Stati Uniti e il Canada.
La distribuzione delle specie non è comunque omogenea, con un minimo di 10 specie in Canada e Cile, alle oltre 160 specie della Colombia o alle 130 dell'Ecuador, luoghi favoriti da climi più appetibili al rapido metabolismo di tali uccelli. Una specie in particolare, il colibrì golarubino, riesce a spingersi nell'interno del continente nordamericano, al livello dei Grandi Laghi e del Mississippi, durante le periodiche migrazioni.

## Tassonomia
La famiglia comprende 361 specie (delle quali due estintesi recentemente), raggruppate in 2 sottofamiglie e 113 generi:
Sottofamiglia Phaethornithinae
- Eutoxeres Reichenbach, 1849 (2 spp.)
- Ramphodon Lesson, 1830 (1 sp.)
- Glaucis F.Boie, 1831 (3 spp.)
- Threnetes Gould, 1852 (3 spp.)
- Anopetia Simon, 1918 (1 sp.)
- Phaethornis Swainson, 1827 (27 spp.)

Sottofamiglia Trochilinae
- Topaza G.R.Gray, 1840 (2 spp.)
- Florisuga Bonaparte, 1850 (2 spp.)
- Doryfera Gould, 1847 (2 spp.)
- Schistes Gould, 1852 (2 spp.)
- Augastes Gould, 1849 (2 spp.)
- Colibri Spix, 1824 (5 spp.)
- Androdon Gould, 1863 (1 sp.)
- Heliactin F.Boie, 1831 (1 sp.)
- Heliothryx F.Boie, 1831 (2 spp.)
- Polytmus Brisson, 1760 (3 spp.)
- Avocettula Reichenbach, 1849 (1 sp.)
- Chrysolampis F.Boie, 1831 (1 sp.)
- Anthracothorax F.Boie, 1831 (7 spp.)
- Eulampis F.Boie, 1831 (2 spp.)
- Heliangelus Gould, 1848 (9 spp.)
- Sephanoides G.R.Gray, 1840 (2 spp.)
- Discosura Bonaparte, 1850 (5 spp.)
- Lophornis Lesson, 1829 (11 spp.)
- Phlogophilus Gould, 1860 (2 spp.)
- Adelomyia Bonaparte, 1854 (1 sp.)
- Aglaiocercus Zimmer, 1930 (3 spp.)
- Sappho Reichenbach, 1849 (1 sp.)
- Polyonymus Heine, 1863 (1 sp.)
- Taphrolesbia Simon, 1918 (1 sp.)
- Oreotrochilus Gould, 1847 (7 spp.)
- Opisthoprora Cabanis & Heine, 1860 (1 sp.)
- Lesbia Lesson, 1833 (2 spp.)
- Ramphomicron Bonaparte, 1850 (2 spp.)
- Chalcostigma Reichenbach, 1854 (5 spp.)
- Oxypogon Gould, 1848 (4 spp.)
- Oreonympha Gould, 1869 (1 sp.)
- Metallura Gould, 1847 (9 spp.)
- Haplophaedia Simon, 1918 (3 spp.)
- Eriocnemis Reichenbach, 1849 (11 spp.)
- Loddigesia Bonaparte, 1850 (1 sp.)
- Aglaeactis Gould, 1848 (4 spp.)
- Coeligena Lesson, 1833 (11 spp.)
- Lafresnaya Bonaparte, 1850 (1 sp.)
- Ensifera Lesson, 1843 (1 sp.)
- Pterophanes Gould, 1849 (1 sp.)
- Boissonneaua Reichenbach, 1854 (3 spp.)
- Ocreatus Gould, 1846 (3 spp.)
- Urochroa Gould, 1856 (2 sp.)
- Urosticte Gould, 1853 (2 spp.)
- Heliodoxa Gould, 1850 (9 spp.)
- Clytolaema Gould, 1853 (1 sp.)
- Patagona G.R.Gray, 1840 (1 sp.)
- Sternoclyta Gould, 1858 (1 sp.)
- Hylonympha Gould, 1873 (1 sp.)
- Eugenes Gould, 1856 (2 sp.)
- Panterpe Cabanis & Heine, 1860 (1 sp.)
- Heliomaster Bonaparte, 1850 (4 spp.)
- Lampornis Swainson, 1827 (8 spp.)
- Lamprolaima Reichenbach, 1854 (1 sp.)
- Calliphlox F.Boie, 1831 (1 sp.)
- Myrtis Reichenbach, 1854 (1 sp.)
- Rhodopis Reichenbach, 1854 (1 sp.)
- Myrmia Mulsant, 1876 (1 sp.)
- Thaumastura Bonaparte, 1850 (1 sp.)
- Philodice Mulsant, J. Verreaux e É. Verreaux, 1866 (2 spp.)
- Eulidia Mulsant, 1877 (1 sp.)
- Microstilbon Todd., 1913 (1 sp.)
- Chaetocercus G.R.Gray, 1855 (6 spp.)
- Tilmatura Reichenbach, 1854 (1 sp.)
- Doricha Reichenbach, 1854 (2 spp.)
- Calothorax G.R.Gray, 1840 (2 spp.)
- Archilochus Reichenbach, 1854 (2 spp.)
- Mellisuga Brisson, 1760 (2 spp.)
- Nesophlox Ridgway, 1910 (2 spp.)
- Calypte Gould, 1856 (2 spp.)
- Selasphorus Swainson, 1832 (9 spp.)
- Phaeoptila Gould, 1861 (1 sp.)
- Riccordia Reichenbach, 1854 (6 spp.)
- Cynanthus Swainson, 1827 (5 spp.)
- Chlorostilbon Gould, 1853 (10 spp.)
- Basilinna Boie,F, 1831 (2 spp.)
- Pampa Reichenbach, 1854 (4 spp.)
- Abeillia Bonaparte, 1850 (1 sp.)
- Klais Reichenbach, 1854 (1 sp.)
- Orthorhyncus Lacepede, 1799 (1 sp.)
- Anthocephala Cabanis & Heine, 1860 (2 spp.)
- Stephanoxis Simon, 1897 (2 spp.)
- Campylopterus Swainson, 1827 (10 spp.)
- Chalybura Reichenbach, 1854 (2 spp.)
- Thalurania Gould, 1848 (4 spp.)
- Microchera Gould, 1858 (3 spp.)
- Goldmania Nelson, 1911 (2 spp.)
- Eupherusa Gould, 1857 (5 sp.)
- Phaeochroa Gould, 1861 (1 sp.)
- Leucippus Bonaparte, 1850 (1 sp.)
- Thaumasius P. L. Sclater, 1879 (2 spp.)
- Taphrospilus Simon, 1910 (1 sp.)
- Eupetomena Gould, 1853 (2 spp.)
- Talaphorus Mulsant e J. Verreaux, 1874 (1 sp.)
- Trochilus Linnaeus, 1758 (2 spp.)
- Leucolia Mulsant, J. Verreaux e É Verreaux, 1866 (3 spp.)
- Saucerottia Bonaparte, 1850 (10 spp.)
- Amazilia Lesson, 1843 (5 spp.)
- Amazilis G. R. Gray, 1855 (1 sp.)
- Uranomitra Reichenbach, 1854 (1 sp.)
- Chrysuronia Bonaparte, 1850 (9 spp.)
- Leucochloris Reichenbach, 1854 (1 sp.)
- Chionomesa Simon, 1921 (2 spp.)
- Hylocharis F.Boie, 1831 (2 spp.)
- Elliotomyia Stiles e Remsen, 2019 (2 spp.)
- Polyerata Heine, 1863 (3 spp.)
- Chlorestes Reichenbach, 1854 (5 sp.)

### Alcune specie

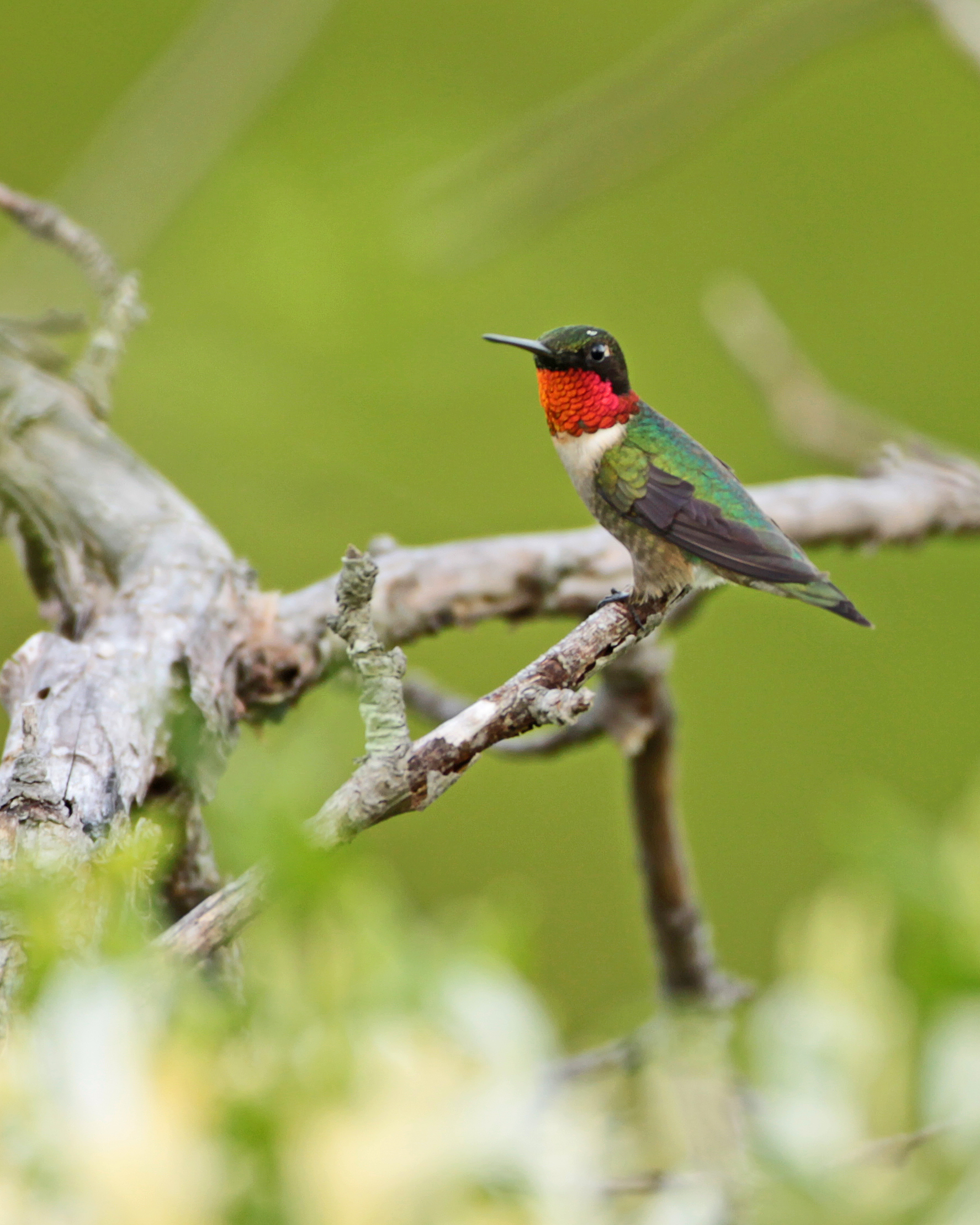
Archilochus colubris
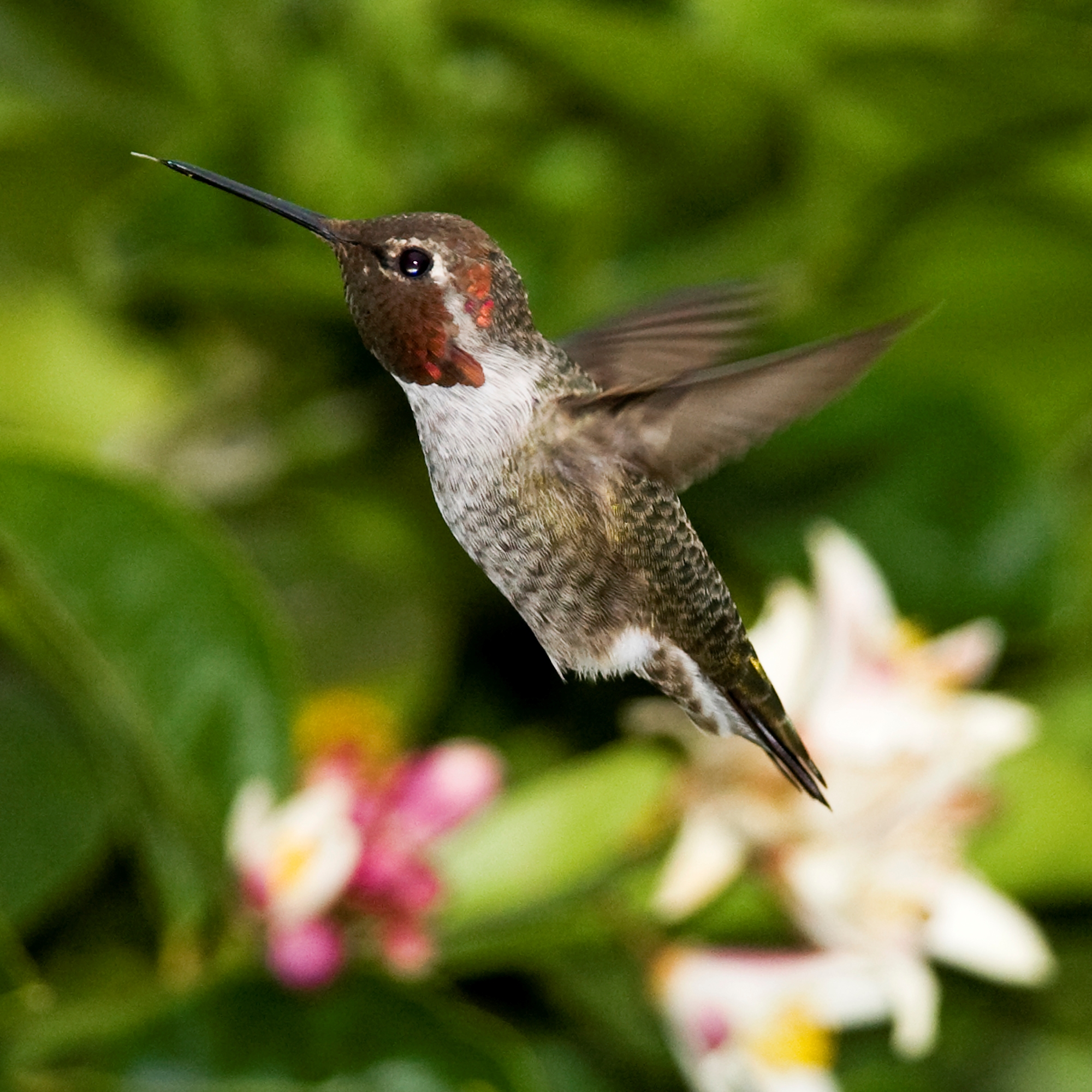
Calypte anna
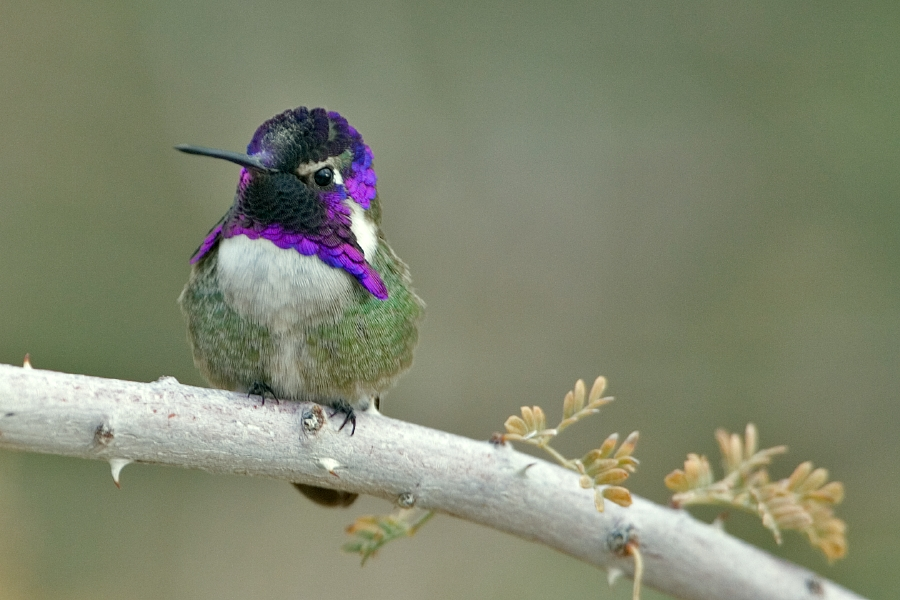
Calypte costae
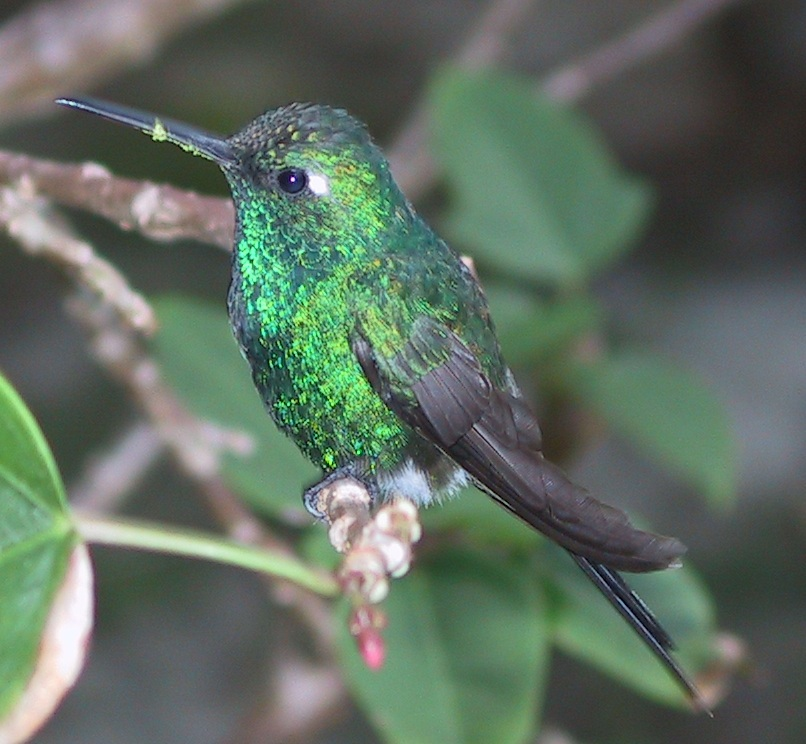
Chlorostilbon ricordii
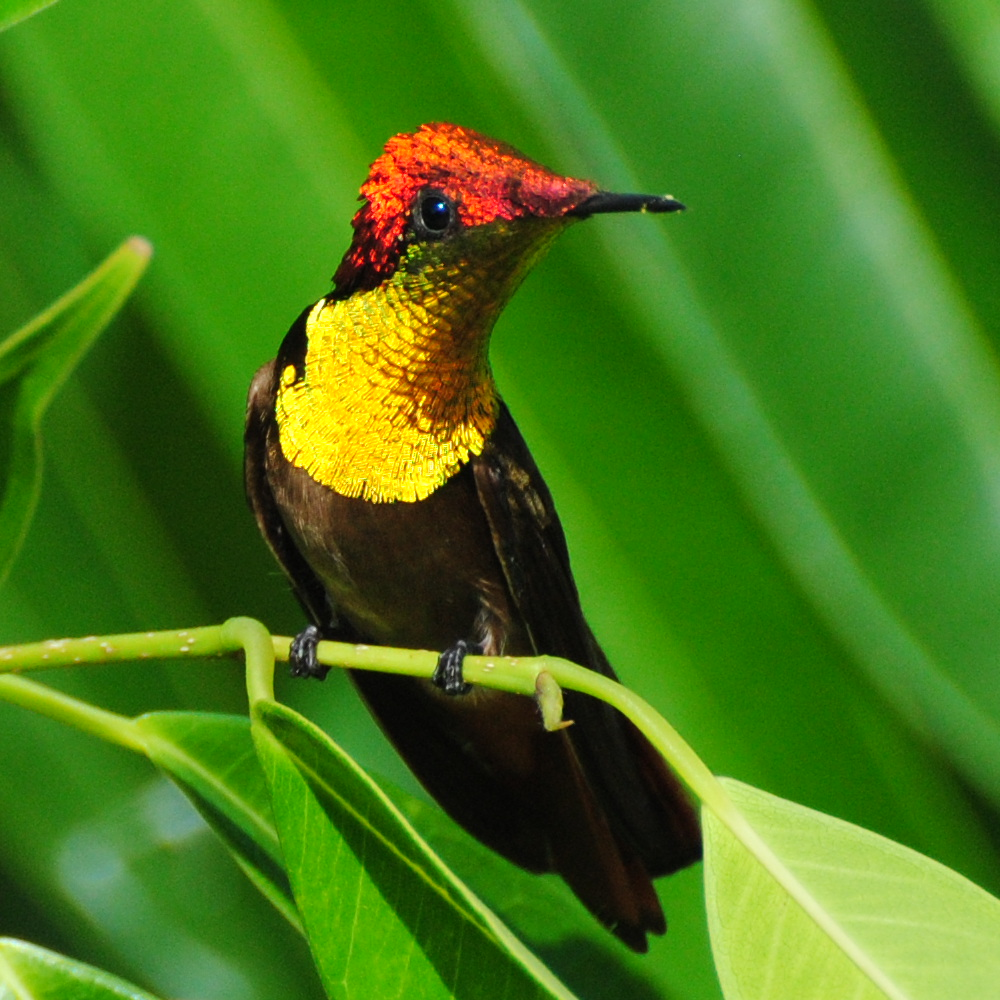
Chrysolampis mosquitus
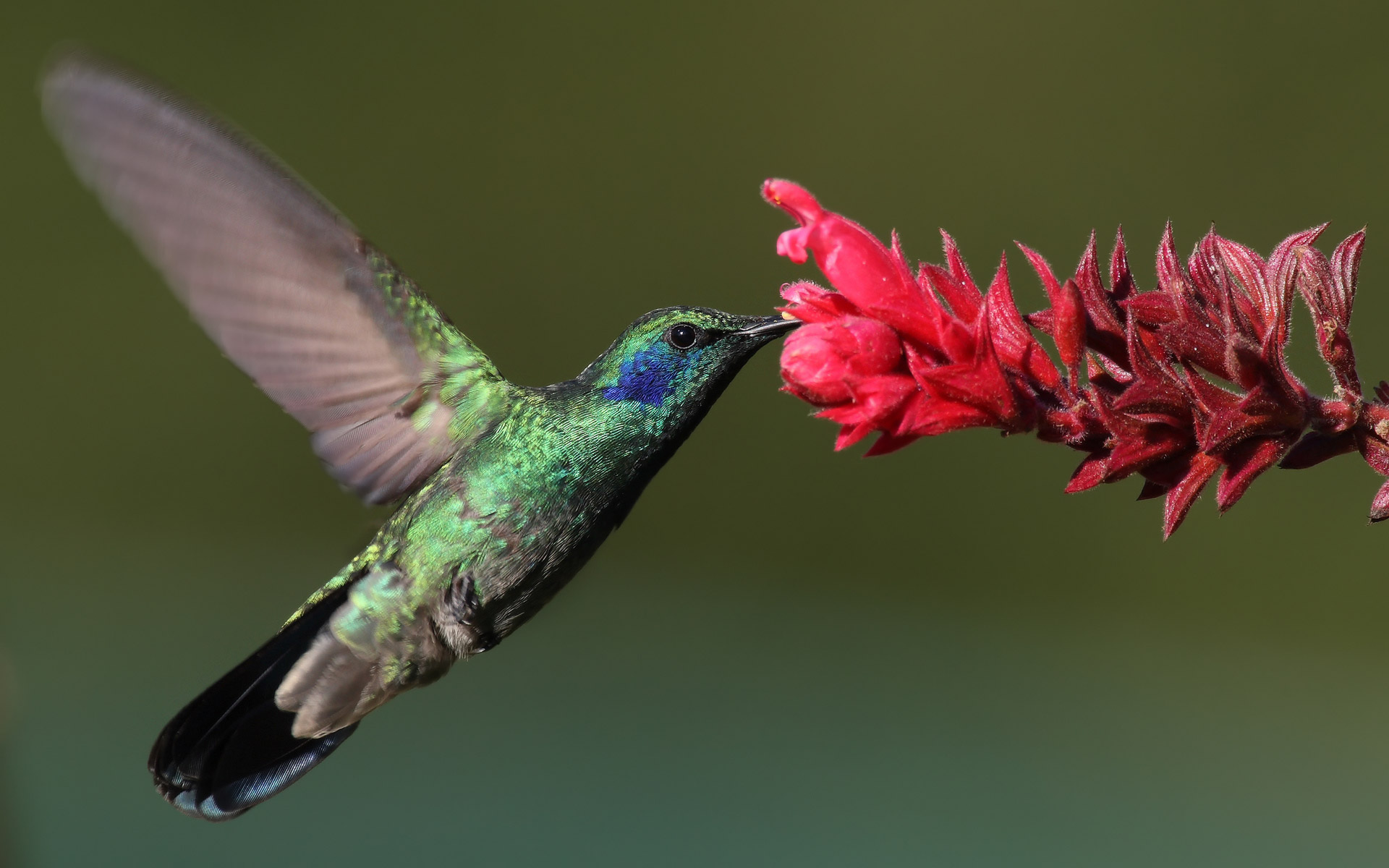
Colibri thalassinus
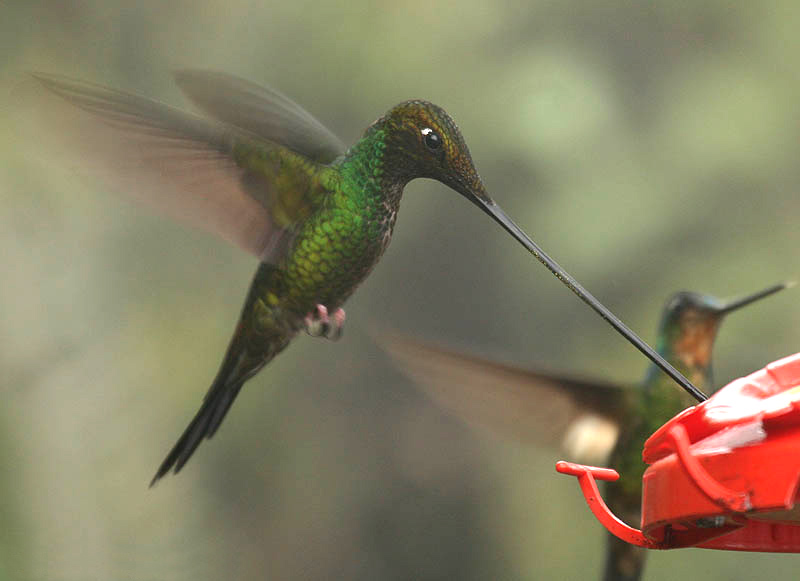
Ensifera ensifera
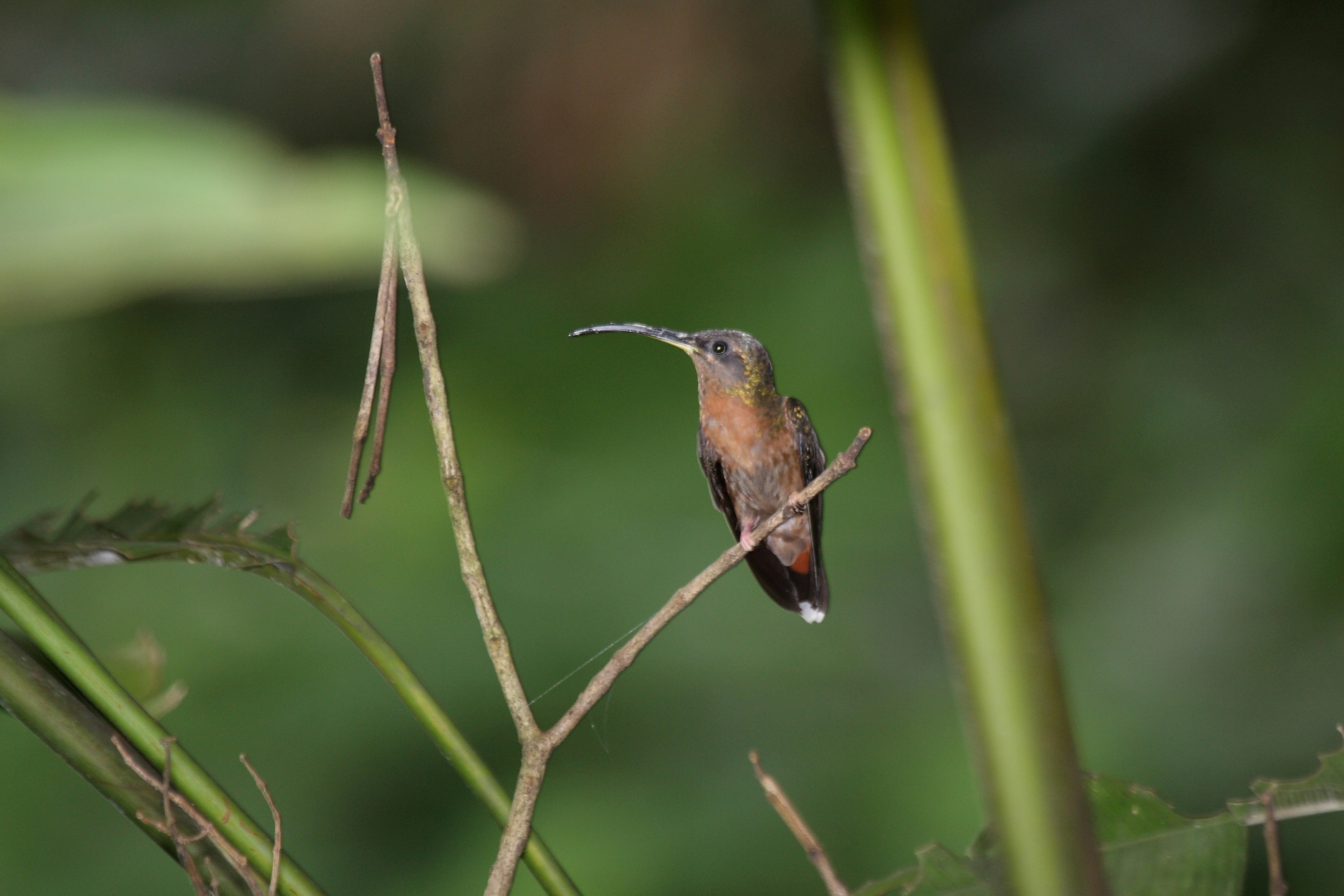
Glaucis hirsutus
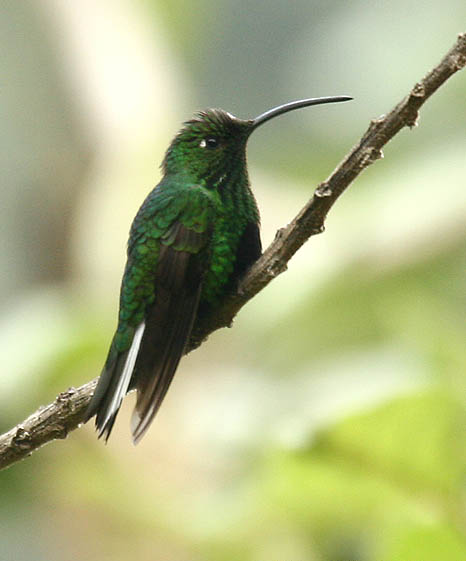
Lafresnaya lafresnayi
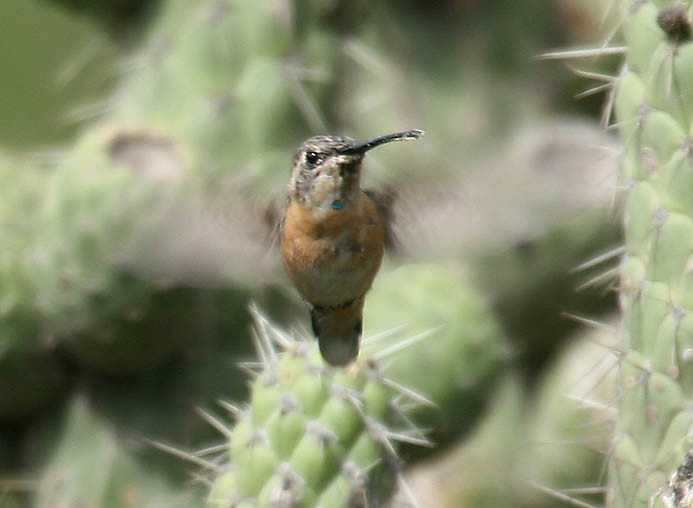
Myrtis fanny
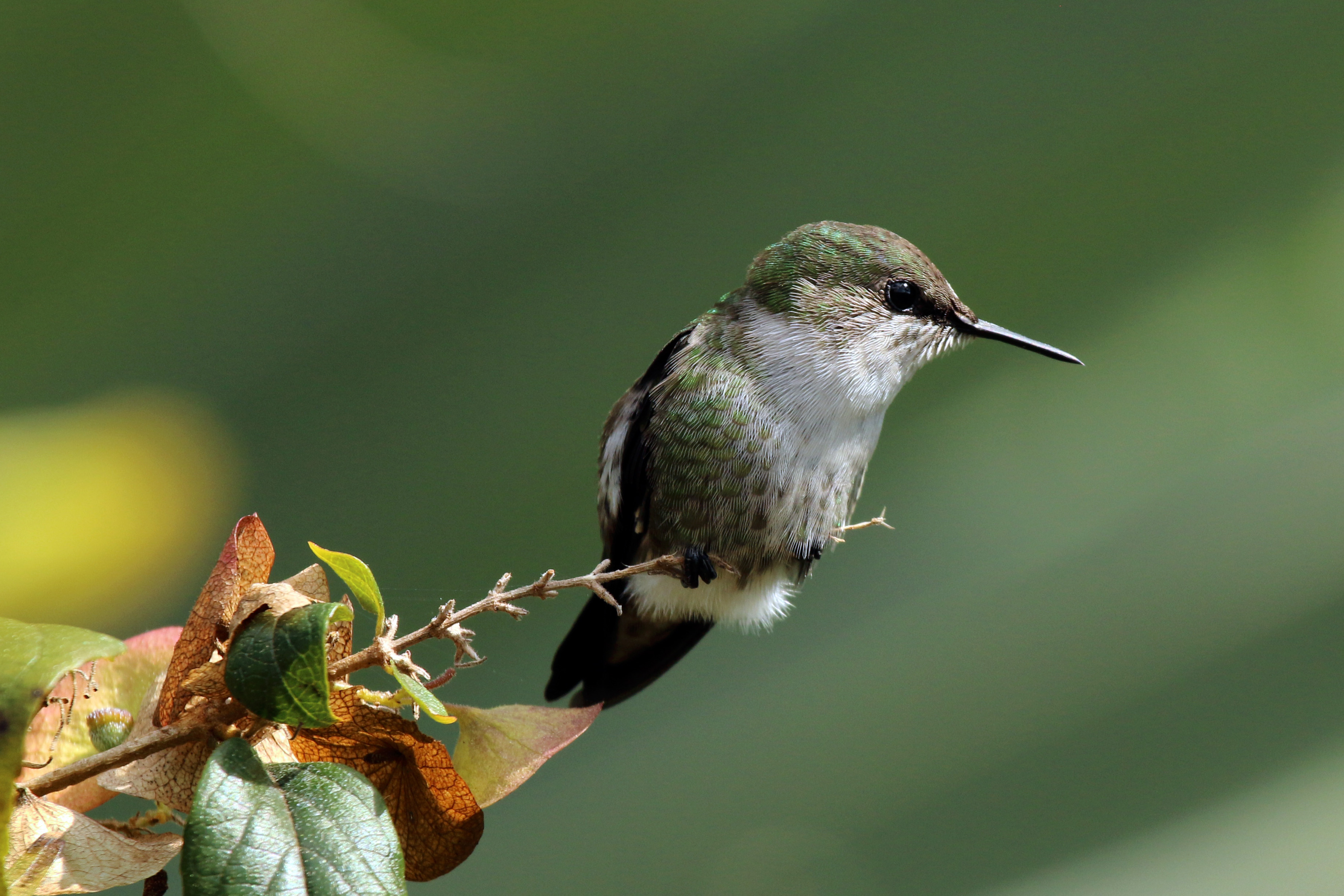
Mellisuga minima
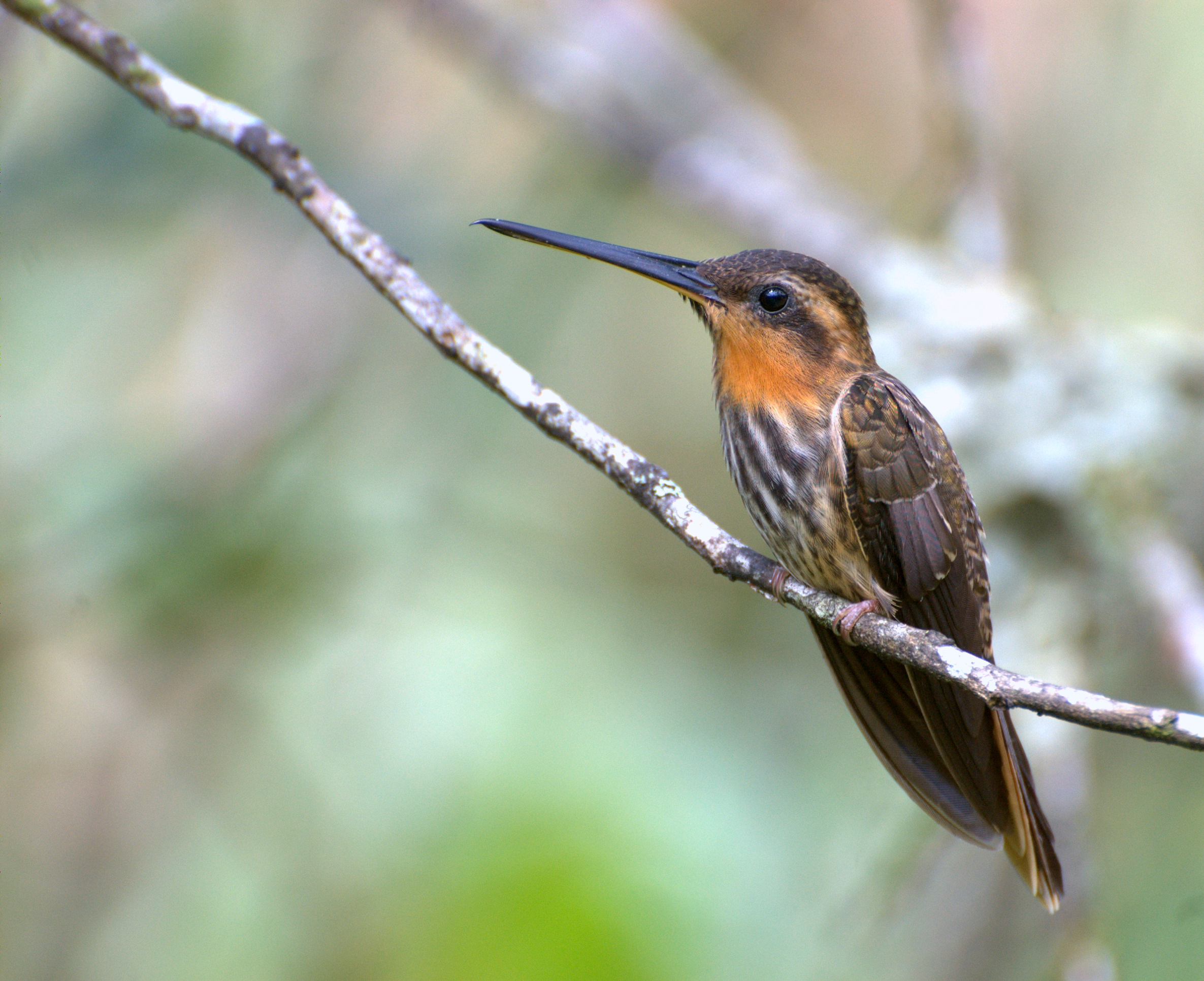
Ramphodon naevius
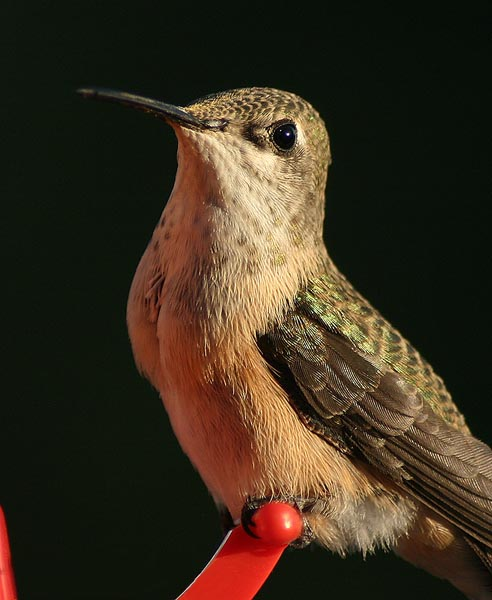
Stellula calliope
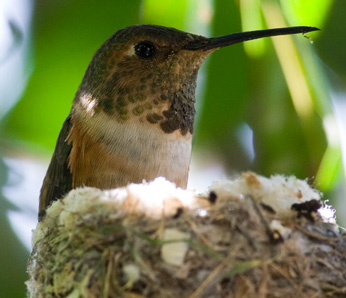
Selasphorus sasin
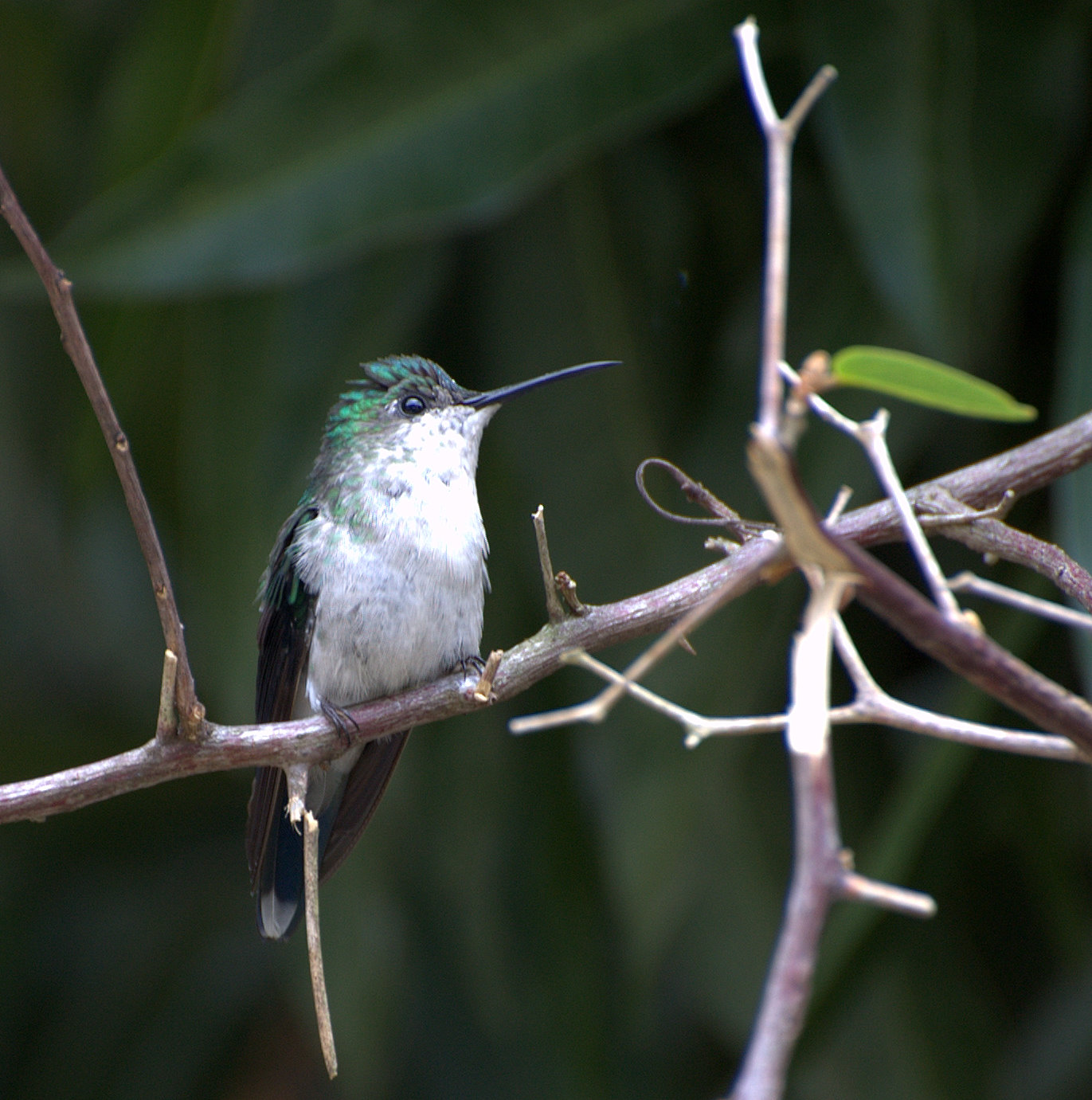
Thalurania glaucopis